# Filme snuff

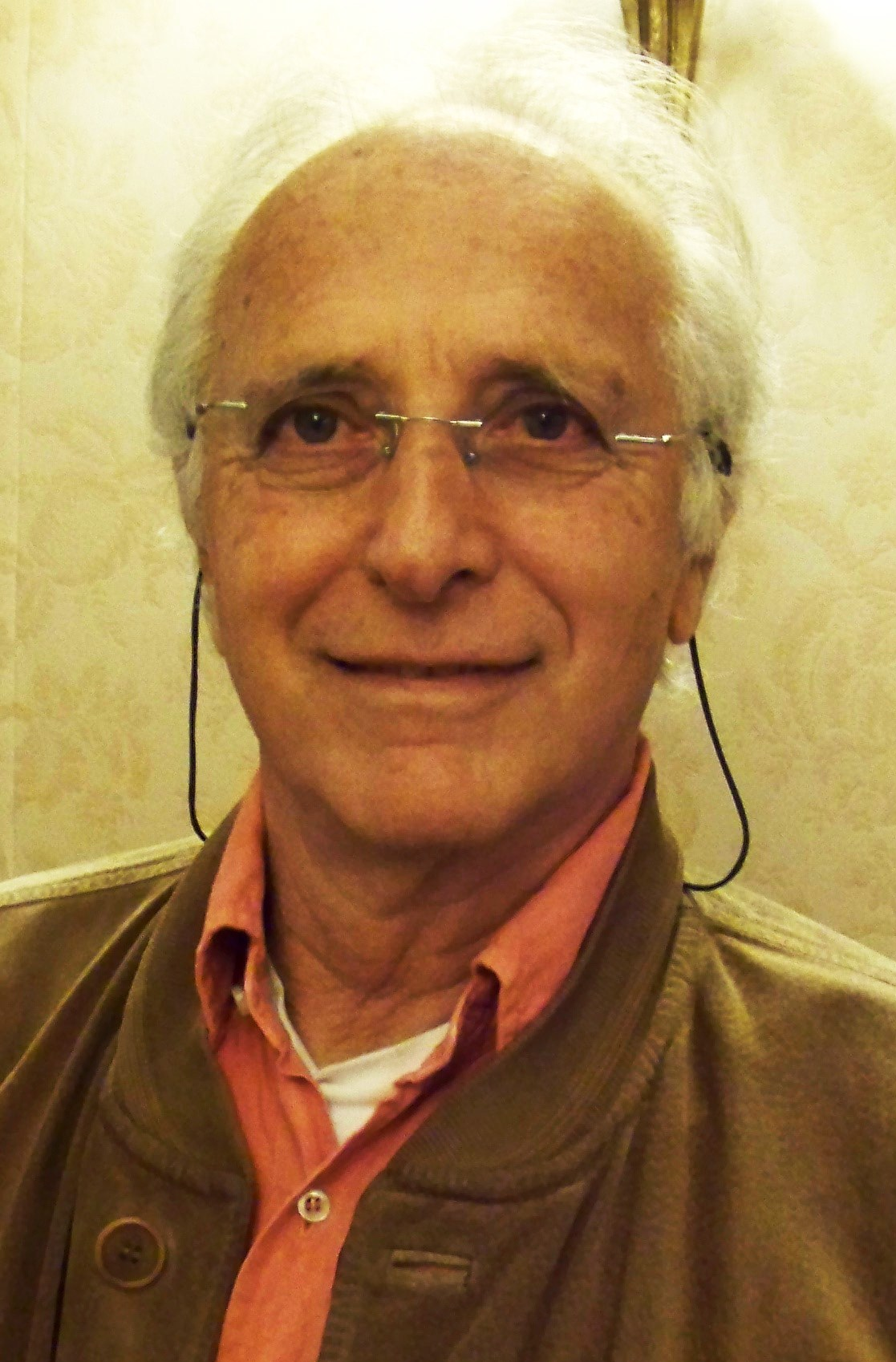
Ruggero Deodato diretor de Cannibal Holocaust, produção que foi acusada de ser um Filme Snuff.

Filmes snuff são filmes que mostram cenas reais de mortes ou assassinatos de uma ou mais pessoas, sem o auxílio ou o uso de quaisquer efeitos especiais, para o propósito de distribuição e entretenimento. Embora existam muitos exemplos de curtas e longas-metragens mostram de fato cenas reais de mortes, a existência de todo um setor cinematográfico em torno deste tipo de filme geralmente é vista apenas como uma lenda urbana.

## Vídeos reais
Alguns casos de filmagens de assassinato reais:
- Entre 1983-1985, Charles Ng e Leonard Lake gravaram torturas cometidas contra algumas mulheres, que mais tarde morreram.
- Em meados dos anos 90, o assassino em série Paul Bernardo e Karla Homolka ambos gravaram separadamente algumas de suas vítimas de estupro. As cenas dos assassinatos foram vistas apenas pelas autoridades policiais e corpo de jurados.
- Em 1997 Ernst Dieter Korzen e Stefan Michael Mahn gravaram as suas sessões de torturas contra duas prostitutas. A segunda vítima escapou e os dois foram sentenciados a prisão perpétua. Os executores alegaram que foram contratados por uma empresa que revendia os vídeos para a Internet.
- Em 2001, Armin Meiwes gravou o assassinato de Bernd Jürgen Armando Brandes.
- Em julho de 2007, um vídeo surgiu na Internet onde um homem de 48 anos foi assassinado com diversos golpes de martelo na cabeça, mais tarde foram identificados os assassinos; Viktor Sayenko e Igor Suprunyuck, mais conhecidos como Maníacos de Dnepropetrovsk. O vídeo de cerca de 7 minutos mostrava Sergei Yatzenko levando repetidas marteladas na cabeça, e posteriormente perfurado com uma chave de fenda.
- Em maio de 2012, por Luka Magnotta foi publicado um vídeo de 11 minutos chamado "1 Lunatic 1 Ice Pick" no Bestgore.com, mostrando um homem nu atado a uma cama a ser repetidamente esfaqueado com um picador de gelo e uma faca de cozinha, depois desmembrado, e seguido de actos de necrofilia.
- Em dezembro de 2009, o ex-militar das forças aéreas dos Estados Unidos Russell Williams, julgado por invasão de domicílio e crimes sexuais, foi acusado de assaltar duas mulheres e assassinar outras duas: Marie-France Comeau, de 38 anos, e Jessica Lloyd de 27 em Belleville, Canadá. Os seus corpos foram encontrados numa rodovia próxima, porém os vídeos dos assassinatos não foram vistos nem no tribunal.
- Em maio de 2014, a dona de casa Fabiana Maria de Jesus, de 33 anos, foi linchada por mais de cem pessoas, no Guarujá litoral de São Paulo. O vídeo que mostra as cenas de barbárie foi colocado na Internet. Fabiana foi linchada após a divulgação de um retrato falado de uma suposta sequestradora de crianças. As investigações, porém, indicaram que a vítima era inocente; cinco dos envolvidos no linchamento foram presos.[2]

## Cinema, música e televisão
O tema já foi explorado no cinema, na música e na televisão.

### Cinema
- Emanuelle in América, de 1976 dirigido por Joe D'Amato, trata do assunto.
- Snuff, Vítimas do Prazer, do diretor Cláudio Cunha (1977).
- Hardcore (1979), dirigido por Paul Schrader, explora o assunto[3][4].
- Cannibal Holocaust, produção italiana de 1980, foi acusada de ser um filme snuff. O seu diretor, Ruggero Deodato, ficou detido até provar que os atores do filme estavam vivos.[5]
- Videodrome, (1983) de David Cronenberg, com James Woods.
- Strange Days (Estranhos Prazeres), é um filme americano de ficção científica do ano de 1995 dirigido por Kathryn Bigelow, que aborda a descoberta por parte da personagem principal da existência de filmes snuff e de toda a rede envolvida nesse negócio/estranho prazer.[6]
- 8 Milímetros (1999) de Joel Schumacher, interpretado por Nicolas Cage e Joaquin Phoenix, trata do tema.
- Urban Legends: Final Cut, suspense adolescente de 2000, com Jennifer Morrison e Loretta Devine, apresenta a morte da personagem Sandra (Jessica Cauffiel) através de um snuff.
- 15 Minutos (filme de 2001, do diretor John Herzfeld, com Robert DeNiro e Edward Burns), trata também da questão.
- Vacancy (br: Temos Vagas)[7] produção de 2007, dirigido por Nimród Antal com  Kate Beckinsale, Luke Wilson e Frank Whaley mostra comércio de filmes snuff.
- A Serbian Film - Terror sem Limites (Srpski film), de 2010, filme polêmico pela cenas de intensa violência e crueldade trata do tema associado a pornografia.

- Pânico 4' (Scream 4), de 2011, última parte da franquia, trata do assunto.

- Hostel: Part III (O Albergue 3) de Scott Spiegel, em 2011 . Quatro amigos, acabam sendo vitimas de um jogo perverso de tortura, onde os membros do Clube de Caça Elite estão organizando o show mais sádico na cidade.

- A Entidade' (Sinister), terror sobrenatural de 2012 com Ethan Hawke, explora o assunto.

### Televisão
- No episódio Snuff (português. Morte em Cena) da 3ª temporada série CSI: Crime Scene Investigation, um caso de filme snuff é investigado.[8]
- No episódio "Edward Mordrake - da 4° temporada da série American Horror Story, é mostrado que a personagem Elsa Mars perdeu suas pernas durante a gravação de um filme snuff.[9]
- No episódio "Home Invasion" - da 1º temporada da série American Horror Story, é mostrada uma invasão na atual casa da família Harmon, onde os invasores tentam refazer uma cena no passado a partir do assassinato de duas enfermeiras, onde gravariam o vídeo e lançariam como uma curta Snuff. Mas o assassinato fora impedido por Tate Langdon e as outras duas enfermeiras mortas. O espírito dos invasores permanece na casa.
- No episódio "Welcome to Briarcliff" - da 2º temporada da série American Horror Story, é mostrada um casal em lua de mel, onde frequentavam os lugares mais assombrados dos Estados Unidos da América. O casal acaba parando no famoso hospício Briarcliff, onde havia a lenda do temível assassino Bloody Face (Cara Sangrenta), três admiradores de tal assassino voltariam para o hospício afim de gravar uma Snuff onde representariam Bloody Face, a trama começa quando o homem (interpretado por Adam Levine), parte do casal, tentaria descobrir o que havia atrás de uma porta trancada, mas ao enfiar seu braço na portinhola, acaba tendo-o arrancado pelo filho do assassino original. Depois de caos para o casal e a morte deles, os três aspirantes a Bloody Face se encontram, retirando as máscaras e elogiando o suposto filme que teriam gravado.
- No episódio "Boy Parts" - da 3º temporada da série American Horror Story, é mostrado uma festa, a mesma onde Kyle e Zoe se conheceram. Madison Montgomery, atriz, chega na festa chamando boa parte da atenção, inclusive a dos garotos da fraternidade Kappa Lambda Gamma. Ao doparem a atriz, os garotos da KLG a levam para o quarto, onde com seus celulares, gravam membro por membro presente ali estuprando Madison. O término do filme não foi possível graças a chegada de Kyle, que impedira o resto e mandaria todos os irmãos para o ônibus. Zoe iria ajudar Madison, mas quando as duas vão para a rua e vêem o ônibus da KLG partindo, Zoe se desespera e Madison com desejo de vingança usa seu poder de Telekinesis para revirar o ônibus, causando a morte de 7 dos 9 membros ali, incluindo Kyle.
- O episódio Does Snuff Exist da 2ª temporada da série britânica The Dark Side of Porn, investiga se filmes snuff realmente existem.

### Música
A banda Slipknot gravou a música Snuff para o álbum All Hope Is Gone.
A banda Slayer gravou em 2009 a música Snuff para o álbum World Painted Blood.